# Glyceria
Glyceria là một chi thực vật có hoa trong họ Hòa thảo (Poaceae).

## Loài
Chi Glyceria gồm các loài: